# 武聖夜市
23°00′16″N 120°11′26″E / 23.004317°N 120.190636°E
武聖夜市位於台南市中西區，為台南歷史最悠久的夜市，始於 1984 年，成立至今已超過 40 年。

## 概說

### 夜市簡介
地點位於台南市中西區武聖路69巷42號，營業時間為每周三、五、六，晚上六點至凌晨一點三十分。武聖夜市佔地2,400坪的面積，250個攤位，有6,000坪的汽機車停車位
武聖夜市與小北成功夜市是許多台南人的共同回憶。據瞭解旅美投手王建民從小最愛逛的夜市是「武聖夜市」，王建民表示逛夜市除了愛吃小吃，最喜歡的就是打彈珠。。

### 口訣
臺南市最著名的幾個夜市為花園夜市、大東夜市、武聖夜市，各夜市營業時間不同，故民間有「大大武花大武花」或「大尖武花尖武花」等口訣，方便記憶各夜市營業日。口訣中之「武」即武聖夜市。

## 交通資訊
- 大台南公車[8]
- 文賢路站下車後，往回走到武聖路右轉，步行2分鐘後看見69巷（有牆面告示指引）後，即左轉直走約50公尺即可抵達。
- 西湖街口站下車後，走到西賢街口轉彎，步行3分鐘到底即可抵達。

| 編號 | 路線                                           | 停靠站     |
| ---- | ---------------------------------------------- | ---------- |
| 3    | 海東國小－德高國小／全福新城／復興國中         | 文賢路站   |
| 10   | 臺南車站－鹿耳門天后宮                         | 西湖街口站 |
| 70左 | 永華市政中心（府前路）－永華市政中心（府前路） | 西湖街口站 |
| 70右 | 永華市政中心（府前路）－永華市政中心（府前路） | 西湖街口站 |
| 藍23 | 安平工業區－海尾－九塊厝                       | 文賢路站   |
| 藍24 | 安平工業區－土城子－青草里                     | 文賢路站   |

## 外部連結
- （繁體中文）台南市夜市成功、武聖夜市資訊網 （页面存档备份，存于）
- （繁體中文）交通部觀光局 夜市之旅